# (36418) 2000 OC57
2000 OC57 (asteroide 36418) é um asteroide da cintura principal. Possui uma excentricidade de 0.16473830 e uma inclinação de 2.41486º.
Este asteroide foi descoberto no dia 29 de julho de 2000 por LONEOS em Anderson Mesa.